# Palau de Planalto
El Palau de Planalto (en portuguès: Palácio do Planalto) és la seu del poder executiu del Govern Federal brasiler. L'edifici està localitzat a la Plaça dels Tres Poders a Brasília, i va ser dissenyat per l'arquitecte Oscar Niemeyer. El Palau de Planalto forma part del projecte del Pla Pilot de la ciutat i va ser un dels primers edificis construïts a la ciutat.
La construcció del Palau de Planalto, el nom oficial del qual és «Palau dels Despatxos», va començar a construir-se el 10 de juliol de 1958 i va obeir al projecte arquitectònic elaborat per Oscar Niemeyer el 1956. Com la seu del Govern, l'expressió "O Planalto" s'utilitza sovint com a metonímia de la branca executiva del govern.
L'oficina del president de la República es troba al Palau de Planalto. No obstant, el president i la seva família no hi viuen; la residència oficial del president és el Palau de l'Alvorada. A més del president, alguns alts consellers també tenen oficines al Planalto, entre ells el vicepresident del Brasil, així com la Casa Civil i el Gabinet de Seguretat Institucional. Els altres ministeris s'estableixen al llarg de l'esplanada de dos ministeris.
L'arquitecte va ser també creador de la majoria dels edificis importants a la nova capital del Brasil. La idea era projectar una imatge de simplicitat i modernitat utilitzant línies i ones per compondre les columnes i les estructures exteriors